# Heliophanus ochrichelis
Heliophanus ochrichelis là một loài nhện trong họ Salticidae.
Loài này thuộc chi Heliophanus. Heliophanus ochrichelis được Embrik Strand miêu tả năm 1907.